# 大屋霊城
大屋 霊城（おおや れいじょう、1890年8月15日 - 1934年6月10日）は、日本の造園家・都市計画家。都市における公園および緑地の計画に多くたずさわったほか、大阪・藤井寺の宅地開発、都市生活の研究、児童の遊び場および公園遊具の研究でも知られる。

## 経歴等

### 略歴
1890年（明治23年）福岡県柳川市出身。養福寺住職の三男として生まれる。長兄は、仏教学の分野で旧仏教、新仏教の呼称を定着させた大谷大学の仏教学者大屋徳城。1909年（明治42年）に第五高等学校 (旧制)に進学、農学を志す。1915年（大正4年）に東京帝国大学農科大学農学科卒業、明治神宮造営局に奉職。同年、大阪府史蹟名勝天然記念物調査委員。
1917年（大正6年）、大阪府立農学校（旧大阪府立大学生命環境科学域・大学院生命環境科学研究科、現大阪公立大学農学部・大学院農学研究科）の教諭に赴任する。教諭のかたわら、同年に本郷高徳の推挙によって大阪府営住吉公園改良工事事務を委嘱。大阪府が設置した公園設置調査委員会の委員をつとめ、公園改良は翌年竣工させる。1919年（大正8年）から大阪府技師。府営公園の管理と改良、新規計画業務に従事したほか、大阪府内を中心とした公園計画、風致計画、都市計画業務に参画した。1927年（昭和2年）に府営住江公園を着工までこぎつけたあと、策定した大阪都市計画公園が1928年（昭和3年）に都市計画決定される。箕面公園の拡張と名勝指定に尽力。また府営山田村公園、浜寺公園、枚岡公園計画策定。
一方、1920年（大正9年）からは内務省の出先機関である都市計画大阪地方委員会技師を兼務し、造園分野の技師、専門家として全国の都市公園行政にかかわる。岐阜都市計画公園の計画、朝鮮釜山府の釜山公園計画、三重県松坂の公園計画、六甲植物園計画、岸和田城址公園、上田城址公園、島根県松江市公園計画策定などに関与した。
上記業務のかたわら、1921年（大正10年）には、都市計画に関する調査のために1年間ヨーロッパを渡航し、イギリスのガーデンシティ（レッチワースなど）、ガーデンサバーブ、ガーデンヴィレッジのほか、ドイツ国内のクラインガルテン（コロニーガーデン）などを視察した。このときに視察したヨーロッパの現状を紹介するため、1923年（大正12年）から関西建築協会（現日本建築協会）の機関紙『建築と社会』第6巻1号から8号にかけて「進め過群より花園へ」を連載し、「花園都市」を提唱した。この語はのちに「花苑都市」と呼びかえる。1923年ごろから堺市の都市計画に参画。
1925年（大正14年）の12月から2回、大阪府の機関紙『大大阪』に「集中か分散か」を寄稿し、大阪の市域拡張を踏まえ、「分散型都市」を提唱。『建築と社会』1930年（昭和5年）4月号「都市風景の構成」では、街路形状が都市美に対する影響について論じている。
1934年（昭和9年）、大阪公園協会を設立し理事に就任。同年、急性盲腸炎のため、45歳で死去。

### その他の活動
- 都市の公園計画における標準面積を、都市の性質や現状に応じて変化すべきものとし、諸外国の計画標準の紹介につとめた。
- 都市の公園を、自然式の公園と人工式の公園とに区分した。
- 雑誌『都市公論』誌上において、市民の体型が変化しているので、自然基調の郊外公園を造って、市民を郊外へ、さらに自然へと誘い出すことが急務である、と述べ、公園の職能を体育上の養成機関、市民文化の中心、町の象徴であるとし、地元大阪に大運動公園が必要であると主張した。
- 公共の造園に対し行政指導や計画設計に従事するかたわら、阪急電鉄の宝塚植物園基本構想、また紀州根来寺苑地、長崎温泉公園などの民間運営の庭園の計画を手がけたほか、個人庭園も手がけた。
- 民間の園芸活動にも幾つか参画し、1919年（大正8年）大阪市の造園技師衣笠滋三らと「園芸会」を創設し、雑誌『ガーデン』を発行して啓蒙につとめた。国際ガーデンシティ協会にも加入していた。
- 農学科出身の論客として、常に日本の造園分野でライバル関係であった林学の一派に対し、たびたび批判を展開する。特に欧州出張の時期に、本多静六、田村剛らの国立公園設立の活動に対して、都市公園の拡充こそが急務と訴えて、新聞紙上で論戦を展開。同時に国立公園についての論文も多数執筆した。
- 居住空間の改良を提唱した。ドイツのコロニー型住宅をまねて、実際に柏原市に家を新築し、「花苑都市」における生活の実践を試みた。また、 労働者の劣悪な住環境の改善を示唆した、不良住宅地区改良の新手法を雑誌に積極的に発表している。
- 1924年（大正13年）、日本で最初に子供の遊び場調査を行っている。1927年 （昭和2年）、研究内容をまとめた論文「都市ノ児童遊場」で東京帝国大学より農学博士を授与。1933年（昭和8年）には『園芸学会誌』第4巻第1号（pp. 15-24）において「都市の児童遊場の研究」を発表、児童の遊び場がもっぱら道ばたであるという調査結果から「小公園は児童の遊場としての価値左程に大ならざる事を窺ふに足る」とし、また、児童遊園設計の基準として、「距離の短なるだけ大にして本邦大都市に於ては五町を以て限度とす」と来園者と距離の関係を定式化している。

## 都市構想の立案と実践
大屋は花苑都市論において、精神の楽天地と呼ぶ「大模範的都市」案を創造している。この案では都市に住む労働者向けの住宅地においては、住民が健康な生活を営めるよう、運動施設が設けられているほか、それぞれの住居には菜園が併置され、その菜園のための苗床農場も計画されている。大屋はこうした住居地を「職工村」と名づけている。

### 藤井寺
上記のような理論を提唱していた大屋のもとに、1926年（大正15年）、近鉄の前身のひとつである大阪鉄道から、同社の所有する藤井寺駅周辺地域の開発の計画が依頼された。
「藤井寺経営地」と名付けられた大鉄の分譲住宅地は、イギリス式のガーデンシティをモデルに、さらには大屋のことばにいう「文化的施設」の導入・整備を試みて計画案が策定された。
まず経営地内にメインとなる広幅員の大通りを配置し、その大通りを中心として分譲区画を割り当てた。この住宅地内には、上下水道などの基盤整備が予定され、また児童遊園地や運動施設を設置し、「文化的施設」を調和させた「一大模範的」な都市空間が案出された。運動施設として藤井寺球場が設置され、球場の南側には、藤井寺教材園という、花卉、果樹、蔬菜の農園、温室、水中動植物養殖池、また動物舎など備えた自然観察園が設置された。

### 甲子園
武庫川の河川改修（1923年に完了）に伴い、広範な廃川敷地が生じることになり、沿線にあたる阪神電気鉄道は約75ヘクタールの払い下げを受けた。これが後の甲子園で、集客施設の開発を行おうと、海浜リゾート開発を念頭において阪神電鉄技術部長の三橋省三がアメリカ合衆国を視察。同社は三橋帰国後の1922年（大正11年）から土地開発計画を開始し、娯楽施設を得意とする建築家設楽貞雄の設計による、運動場を中心に据えたプランを作成した。これを引き継いだのが大屋である。
大屋は、大阪新世界を参考にした、娯楽施設と住宅地とを組み合わせた新リゾート地の開発プランを提案。プランの概要は1926年『建築と社会』誌上に「二つの花苑都市建設に就いて」という題の論説として発表した。
大屋の計画案「甲子園花苑都市」は、「庭園本位の町」との考えから、参画前に完成していた甲子園野球場とテニスコートなどからなる運動施設の地区と、海水浴場や動物園、ホテルなどを配した海浜娯楽地区とを想定し、これらの地区を連絡し交通機関で遊覧できるよう幹線道路を設置、この幹線道路に沿って宅地分譲する、というプランであったが、阪神電鉄側の計画は、野球場と娯楽施設による集客をプランの中心においていた。
結局、計画案は1926年（大正15年）に「甲子園大遊園計画」として、武田五一に引き継がれた。

## その他出版著書
雑誌等にも研究成果や自身の考えを多数執筆しているが、庭園の設計と施工（1920年）、計画・設計・施工 公園及運動場（1930年裳華房）、庭本位の小住宅（1923年）、ほか著書も多数出版。